# Xavier Su'a-Filo
Xavier Filoitumua Su’a-Filo (American Fork, 1º gennaio 1991) è un giocatore di football americano statunitense che milita nel ruolo di offensive lineman per i Cincinnati Bengals della National Football League (NFL). Fu scelto nel corso del secondo giro (33º assoluto) del Draft NFL 2014 dagli Houston Texans. Al college ha giocato a football a UCLA.

## Carriera universitaria
Su'a-Filo disputò tredici gare nella sua stagione da freshman nel 2009, prima di recarsi come missionario mormone in Florida e nel sud dell'Alabama per due anni.
Nella stagione 2013, Su'a-Filo giocò come titolare tutte le gare dei Bruins. Il 5 gennaio 2014 annunciò che avrebbe rinunciato al suo ultimo anno nel college football per rendersi eleggibile nel Draft NFL.
Premi e riconoscimenti
- All-Pac-12 First Team: 2

2012, 2013

## Carriera professionistica

### Houston Texans
Su'a-Filo era considerato dagli analisti una scelta della fine del primo giro del Draft 2014. Fu scelto con la prima chiamata del secondo giro (33º assoluto) dagli Houston Texans, divenendo l'offensive lineman proveniente da UCLA scelto più in alto dai tempi di Jonathan Ogden nel 1996. Debuttò come professionista subentrando nella gara della settimana 1 vinta contro i Washington Redskins. La prima partita come titolare la disputò nella settimana 6 contro gli Indianapolis Colts. La sua stagione da rookie si concluse disputando 13 partite, di cui una come titolare.

### Tennessee Titans
Nel 2018 Su'a-Filo firmò con i Tennessee Titans con cui disputò la pre-stagione.

### Dallas Cowboys
L'11 settembre Su'a-Filo firmò con i Dallas Cowboys.

### Cincinnati Bengals
Il 19 marzo 2020 Su'a-Filo firmò un contratto triennale con i Cincinnati Bengals.

## Palmarès
- American Football Conference Championship: 1

Cincinnati Bengals: 2021